# اوپل لابفروش

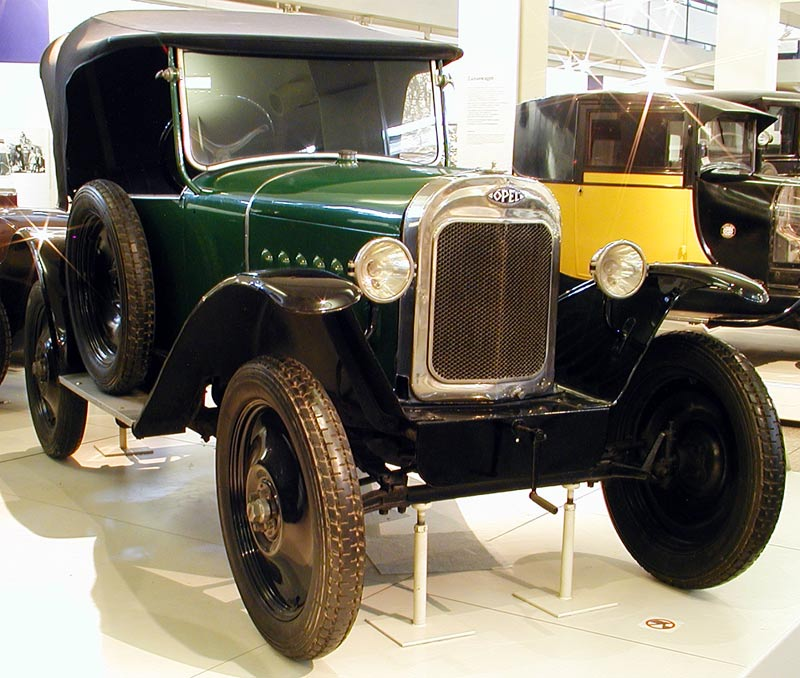

اوپل لابفروش (Opel Laubfrosch) خودرویی است که در سال‌های ۱۹۲۴ تا ۳۱۱۲۰،۰۰۰ (approx) producedتولید شده‌است.
موتور آن ۹۵۱ سی‌سی است.